# Daniela Kovářová

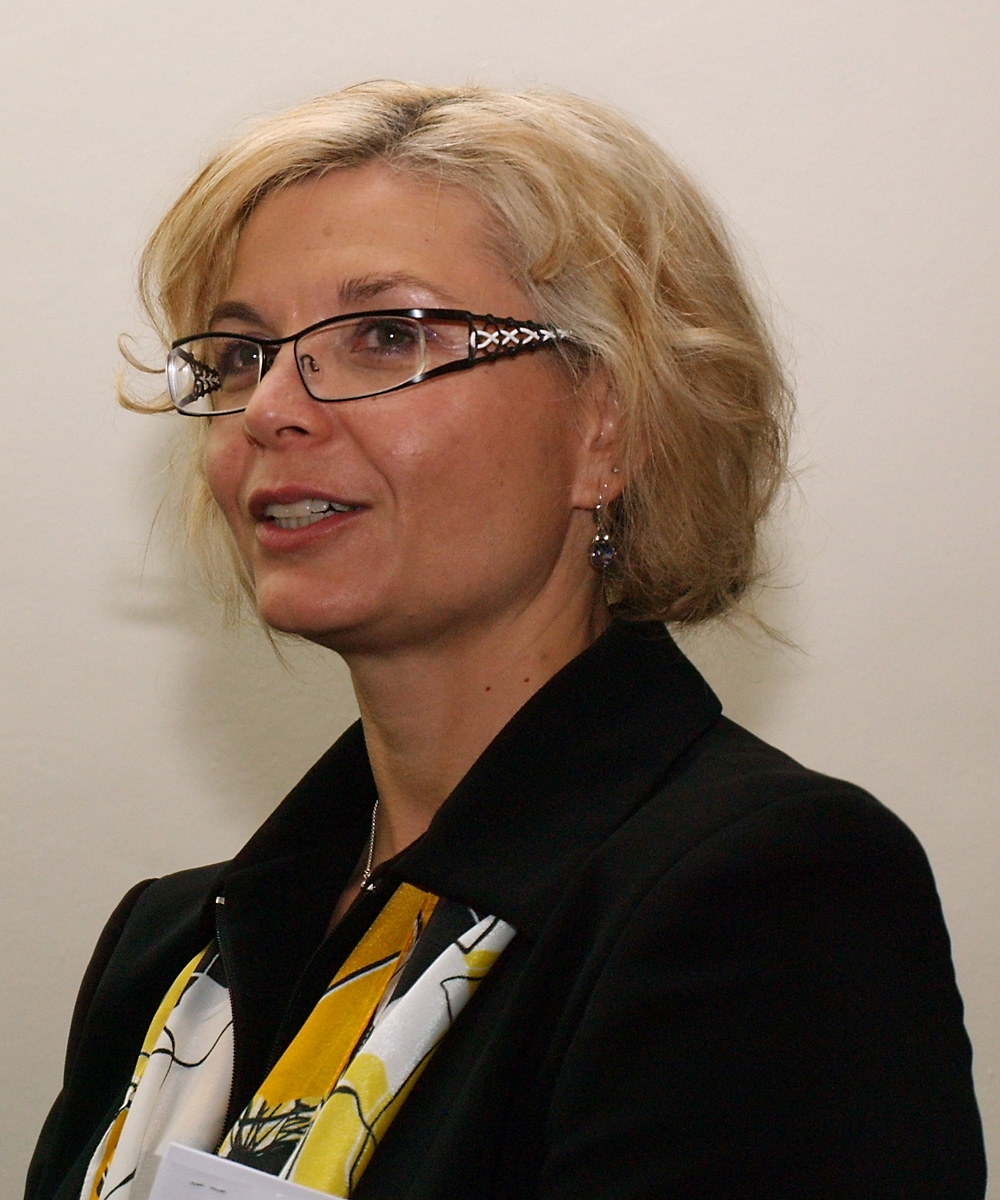
Daniela Kovářová (2009)

Daniela Kovářová (* 17. November 1964 in Ostrava) ist eine tschechische Juristin, Schriftstellerin und Politikerin. Sie war in den Jahren 2009/10 Justizministerin in der Regierung Jan Fischer.
Nach dem Besuch eines Gymnasium in ihrer Geburtsstadt Ostrava studierte Kovářová von 1983 bis 1987 an der juristischen Fakultät der Jan-Evangelista-Purkyně-Universität in Brünn. Von 1990 bis 2008 betrieb sie eine Anwaltskanzlei in Pilsen. Ab 1999 arbeitete sie bei der Tschechischen Rechtsanwaltskammer (tschechisch Česká advokátní komora).
Am 8. Mai 2009 wurde sie als parteilose, von der ODS vorgeschlagene Justizministerin in der Expertenregierung von Fischer vereidigt.
Kovářová veröffentlichte Fachliteratur, Ratgeber, autobiografische Anekdoten und Belletristik, die oft um Themen aus dem Rechtswesen kreist. Zwei ihrer Geschichtensammlungen gab sie unter dem Pseudonym Ida Sebastiani heraus.